# Filialkirche Oberwödling

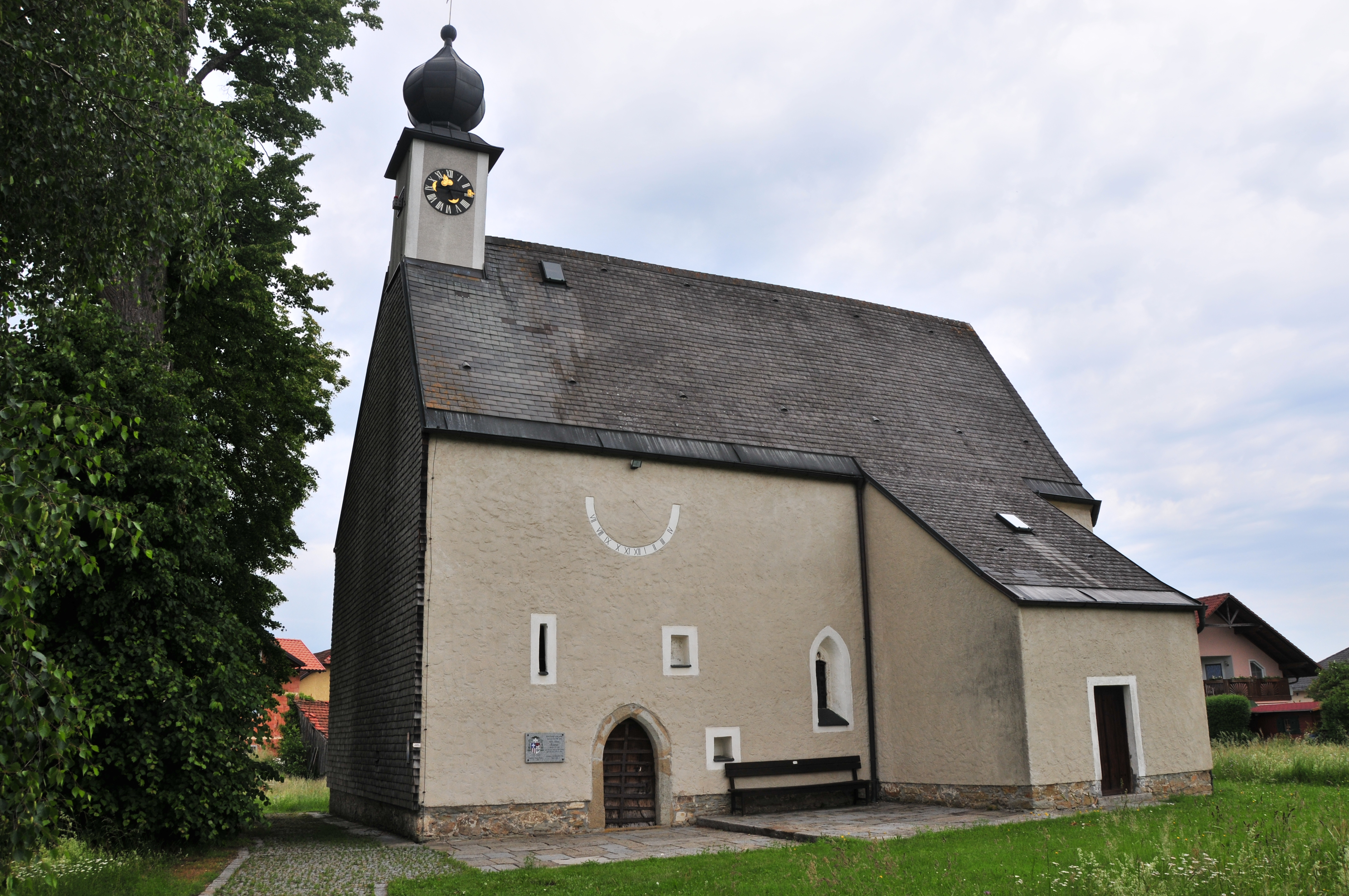
Kath. Filialkirche hl. Ulrich in Oberwödling

Die Filialkirche Oberwödling steht im Ort Oberwödling in der Gemeinde Tollet in Oberösterreich. Die römisch-katholische Filialkirche hl. Ulrich der Pfarrkirche Grieskirchen gehört zum Dekanat Kallham in der Diözese Linz. Die Kirche und der Kirchhof stehen unter Denkmalschutz.

## Architektur
Der ursprünglich spätgotische Kirchenbau hat ein Netzrippengewölbe und einen Chor mit einem Fünfachtelschluss. Im Norden ist ein Kapellenanbau. Der westliche Dachreiter trägt einen Zwiebelhelm aus 1734/1735.

## Ausstattung
Der Hochaltar ist aus 1656 und trägt die Statuen Ulrich, Andreas und Stephan. Eine spätgotische Statue Muttergottes aus dem Ende des 15. Jahrhunderts steht in einem barocken Glasgehäuse am Hauptpfeiler.